# Charles Ludlam
Charles Ludlam (Floral Park, NY, 12 de abril de 1943 — Nova Iorque, 28 de maio de 1987) foi um ator, diretor teatral e dramaturgo teatral, americano, considerado um inovador do teatro americano da segunda metade do século XX. Filho de Joseph William e de Marjorie Braun Ludlam. Ludlam foi diagnosticado com AIDS no final de Novembro de 1986 e morreu no dia 28 de Maio de 1987. Quinton sucedeu-o como líder da Ridiculous Theatrical Company, a qual havia sido fundada por ele em 1967.

## Biografia
Foi inspirado pelas apresentações de marionete e pelos filmes a que assistiu na infância, assim como pelo humor e pelo prazer de se fantasiar de seu pai. Ele se envolveu com teatro na escola e na comunidade ainda muito jovem. Fundou em 1961 o Student´s Repertory Theater em Northport, Long Island, (sudeste de Nova Iorque).
Em 1965, Ludlam se formou na Universidade Hofstra antes de se mudar para a cidade de Nova Iorque, onde começaria carreira como um dos inovadores do que se tornou conhecido como Theatre of the Ridiculous. Na universidade assumiu sua homossexualidade.
Em 1966, ele apareceu pela primeira vez em Nova Iorque no Play-House of the Ridiculous, um grupo formado pelo dramaturgo Ronald Tavel e pelo diretor John Vaccaro. Após aparecer em duas produções por este grupo, Ludlam formou sua própria trupe, a Ridiculous Theatrical Company, que se apresentou inicialmente em bares e em locais públicos de Greenwich Village. Começou também a escrever suas próprias peças.
Em suas peças, Ludlam descreve as expectativas de diveros grupos culturais, incluindo heterossexuais, advogados da suprema arte e todos os envolvidos no às vezes pretensioso teatro de vanguarda. Para fazê-lo, em seus textos faz um representação pós-moderna, deliberadamente artificial, vulgar, de humor bem afetado, de obras tradicionais. Por exemplo, Stage Blood (1975) é uma revisão de Hamlet; Bluebeard (1970) é baseado em "A Ilha do Dr. Moreau", de H. G. Wells; e Der Ring Gott Farblonjet (1977) foi inspirado no Finnegan's Wake.
Nas peças de Ludlam também se revelavam os artefatos culturais que desde sempre atraíram os homossexuais mais extravagantes, especialmente os filmes clássicos. Uma das suas personificações mais famosas foi Norma Desmond na produção Screen Test (1965), de John Vaccaro. Esta foi sua primeira aparição pública como "drag". Em 1966 reapareceu assim em sua peça Big Hotel.
Suas peças e atuações também dependiam de diversos elementos da cultura gay, incluindo, além do drag, uma mistura das culturas erudita e popular numa mesma peça ou atuação, a reciclagem de ícones e de estereótipos culturais e um talento para o exagerado, capaz de levar ao extremo os elementos estilísticos.
As peças de Ludlam podem parecer caóticas quando comparadas a outras formas de teatro de vanguarda; no entanto, sua prosa reunida em Ridiculous Theatre: Scourge of Human Folly mostra uma inteligência muito bem desenvolvida por detrás da loucura das peças, que - como ele diz em seu Manifesto: Ridiculous Theatre, Scourge of Human Folly - nunca perdem de vista a "seriedade do tema" apesar do "caráter burlesco" nas quais eram produzidas.
Ainda que tenha vivido com poucos recursos no início da carreira, Ludlam começou a ser reconhecido em 1969, quando recebeu o prêmio Obie do Village Voice pela peça The Grand Tarot. Durante sua carreira recebeu diversos outros prêmios Obie, bolsas de estudo, doações de fundações e de inúmeras instituições.
Talvez seu papel mais famoso tenha sido o do personagem título de sua versão da peça Camille, que estreou em 1973 e foi reencenada inúmeras vezes. Neste papel, Ludlam estabeleceu-se como um drag de sensibilidade e de brilhantismo incomuns. Ele atuava com tanta perfeição que, mesmo vestido com trajes decotados, que expunham seus pêlos no peito, a platéia logo esquecia que se tratava de um homem.
Em 1975, Ludlam conheceu Everett Quinton, que se tornou seu amante e colega. Ele entrou para a trupe em 1976. Ambos estrelaram a produção original da peça mais conhecida de Ludlam, The Mistery of Irma Vep (1984).

## O Mistério de Irma Vap
Em 1991, The Mystery of Irma Vep, uma paródia de filmes de terror gótico, recheada de travestismo, que misturava lobisomens e outros monstros, mudanças rápidas de fantasia, atores desempenhando diversos papéis em sucessões rápidas e às vezes simultaneamente. Esta se tornou uma das peças mais produzidas nos Estados Unidos. Essa peça foi montada no Brasil com direção de Marília Pêra, tendo como protagonistas Marco Nanini e Ney Latorraca. Ficou 11 anos em cartaz com o mesmo elenco e entrou para o Guiness Book.